# Аньйоло Гадді

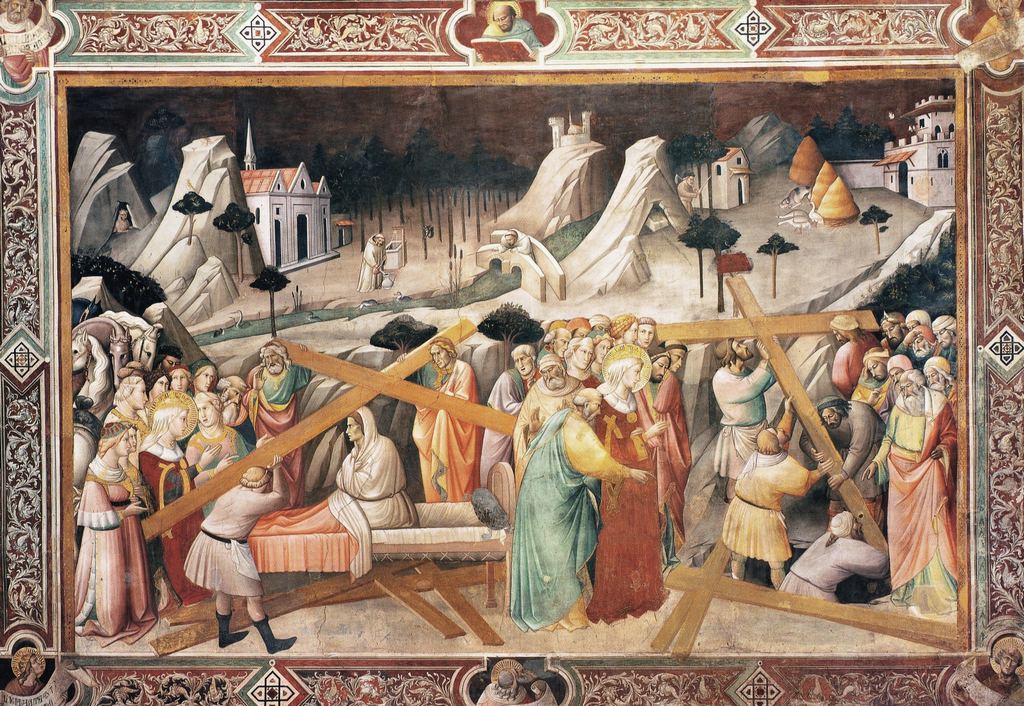
«Находження св. Хреста», 1380-ті, церква Санта-Кроче, Флоренція

Аньйо́ло Га́дді (італ. Agnolo Gaddi; бл. 1350, Флоренція —1396, там само) — італійський живописець.

## Біографія
Народився у Флоренції в родині художника Таддео Гадді. Навчався у майстерні свого батька.
Перша документально підтверджена робота Аньйоло Гадді датується 1369 роком, коли він, разом зі своїм братом Джованні і художником Джованні да Мілано працював у Ватикані на замовлення папи Урбана V. В 1370-х роках художник вже працював самостійно: одним з перших його замовлень став розпис вівтаря для одного з пармських соборів, виконаний ним в 1375 році.
Як і його батько, Аньйоло був чудовим майстром фрескового живопису. Найвидатнішими роботами у цьому виді став цикл фресок «Находження святого Хреста» для вівтаря церкви Санта-Кроче у Флоренції, а також фреска «Розповідь про пояси Богоматері» (1492—95) в каплиці собору Прато. Гадді є продовжувачем художніх традицій Джотто, які він дещо переосмислив, привнісши в них більше легкості і декоративності. Блідий, трохи холоднуватий колорит його картин мав відчутний вплив на живописну традицію наступних поколінь флорентійських художників. Серед його учнів був автор знаменитого трактату «Книга про мистецтво» Ченніно Ченніні.
Художник помер у Флоренції в 1396 році.